# Fejér vármegyei 5. sz. országgyűlési egyéni választókerület
A Fejér vármegyei 5. számú országgyűlési egyéni választókerület egyike annak a 106 választókerületnek, amelyre a 2011. évi CCIII. törvény Magyarország területét felosztja, és amelyben a választópolgárok egy-egy országgyűlési képviselőt választhatnak. A választókerület nevének szabványos rövidítése: Fejér 05. OEVK. Székhelye: Sárbogárd

## Területe
A választókerület az alábbi településeket foglalja magába:
1. Aba
2. Alap
3. Alsószentiván
4. Baracs
5. Cece
6. Csősz
7. Daruszentmiklós
8. Dég
9. Előszállás
10. Enying
11. Hantos
12. Igar
13. Káloz
14. Kisapostag
15. Kisláng
16. Lajoskomárom
17. Lepsény
18. Mátyásdomb
19. Mezőfalva
20. Mezőkomárom
21. Mezőszentgyörgy
22. Mezőszilas
23. Nagykarácsony
24. Nagylók
25. Sárbogárd
26. Sáregres
27. Sárkeresztúr
28. Sárosd
29. Sárszentágota
30. Seregélyes
31. Soponya
32. Szabadegyháza
33. Szabadhídvég
34. Tác
35. Vajta

## Országgyűlési képviselője
| Név         | Párt                                         | Párt        | Terminus | Megjegyzés                                   |
| ----------- | -------------------------------------------- | ----------- | -------- | -------------------------------------------- |
| Varga Gábor |                                              | Fidesz-KDNP | 2014 –   | A 2014-es országgyűlési választás eredménye: |
| Varga Gábor | A 2018-as országgyűlési választás eredménye: | Fidesz-KDNP | 2014 –   |                                              |
| Varga Gábor | A 2022-es országgyűlési választás eredménye: | Fidesz-KDNP | 2014 –   |                                              |

## Demográfiai profilja
| Iskolai végzettség                | Iskolai végzettség               | Iskolai végzettség | Iskolai végzettség | Iskolai végzettség |
| --------------------------------- | -------------------------------- | ------------------ | ------------------ | ------------------ |
|                                   |                                  |                    |                    | fő                 |
| Általános iskolát nem végezte el  | Általános iskolát nem végezte el |                    | 1831               | 1831               |
| Általános iskola                  | Általános iskola                 |                    | 18766              | 18766              |
| Szakmunkás                        | Szakmunkás                       |                    | 19817              | 19817              |
| Érettségi                         | Érettségi                        |                    | 18355              | 18355              |
| Diploma                           | Diploma                          |                    | 6261               | 6261               |
| A 2022. évi népszámlálás szerint. |                                  |                    |                    |                    |

A Fejér vármegyei 5. sz. választókerület lakónépessége 2022. október 1-jén 80 584 fő volt. A 2011-es és a 2022-es népszámlálás között 4287 fővel csökkent a választókerület lakosság száma. A választókerületben a korösszetétel alapján a legtöbben a középkorúak élnek 28 781 fővel, míg a legkevesebben a gyermekek 14 638 fővel. A választókerület lakosságának a 81,3%-nál van internet elérési lehetőség.
A legmagasabb befejezett iskolai végzettség szerint a szakmunkás végzettséggel rendelkezők élnek a legtöbben 19 817 fő, utánuk a következő nagy csoport az általános iskolát végzettek 18 355 fővel.
Gazdasági aktivitás szerint a lakosság közel fele foglalkoztatott 39 428 fő, második legjelentősebb csoport az inaktív keresők, akik főleg nyugdíjasok 18 286 fővel.
A választókerület legjelentősebb nemzetiségi csoportja a cigány 927 fő, illetve a német 390 fő. Magyar állampolgársággal nem rendelkező külföldi állampolgárok aránya 0,6%.
Vallási összetétel szerint a választókerületben lakók legnagyobb vallása a római katolikus (20 015 fő), valamint jelentős közösség még a reformátusok (7984 fő). A vallási közösséghez nem tartozók száma szintén jelentős (10 079 fő), a választókerületben a legnagyobb csoport.

## Országgyűlési választások

### 2018
A 2018-as országgyűlési választáson az alábbi jelöltek indultak:
| Párt                                | Párt                   | Jelölt                 | Szavazatok | %     |
| ----------------------------------- | ---------------------- | ---------------------- | ---------- | ----- |
|                                     | Fidesz-KDNP            | Varga Gábor            | 17 576     | 47,63 |
|                                     | Jobbik                 | Árgyelán János         | 10 926     | 29,61 |
|                                     | Összefogás             | Ecsődi László József   | 5781       | 15,67 |
|                                     | LMP                    | Szatmári Ildikó        | 942        | 2,55  |
|                                     | Munkáspárt             | Berényi Béla           | 270        | 0,73  |
|                                     | Szociáldemokraták      | Deák József Zoltán     | 48         | 0,13  |
|                                     | Egyéb pártok           |                        | 1672       | 3,69  |
| Megjelent                           | Megjelent              | Megjelent              | 37 416     | 53,91 |
| Választópolgárok száma              | Választópolgárok száma | Választópolgárok száma | 69 409     | 100   |
| A Fidesz-KDNP nyeri meg a körzetet. |                        |                        |            |       |